# Senecio lanifer
Senecio lanifer là một loài thực vật có hoa trong họ Cúc. Loài này được Mart. ex C.Jeffrey miêu tả khoa học đầu tiên năm 1992.